# Raión de Kámenka (Vorónezh)
El raión de Kámenka (ruso: Ка́менский райо́н) es un distrito administrativo y municipal (raión) ruso perteneciente a la óblast de Vorónezh. Se ubica en el oeste de la óblast. Su capital es Kámenka.
En 2021, el raión tenía una población de 17 087 habitantes.
El raión es limítrofe al oeste con la óblast de Bélgorod.

## Subdivisiones
Comprende el asentamiento de tipo urbano de Kámenka (la capital, que forma un ayuntamiento urbano sin pedanías), y 41 localidades rurales, estas últimas agrupadas en los siguientes diez asentamientos rurales:
- Volchánskoye
- Degtiárnoye
- Yevdakovo
- Karpénkovo
- Kodentsovo
- Markí
- Sónchino
- Tatarino
- Triójstenki
- Tjorevka